# Bhaskara 2
Bhaskara 2 fue un satélite artificial de la ISRO (agencia espacial india) lanzado el 20 de noviembre de 1981 mediante un cohete Kosmos 3 desde el cosmódromo de Kapustin Yar. Recibió el nombre por dos matemáticos indios con el mismo nombre, Bhaskara I y Bhaskara II. Reentró en la atmósfera el 30 de noviembre de 1991.

## Objetivos
El objetivo de Bhaskara 2 era realizar experimentos relacionados con la observación terrestre.